# Рыбное (Солонешенский район)
Рыбное — село в Солонешенском районе Алтайского края. Входит в состав Тополинского сельсовета.

## География
Расположено в юго-восточной части края, на берегах реки Рыбной (приток Щепеты).
Абсолютная высота — 822 метра над уровнем моря.
Климат
Климат характеризуется как резко континентальный, с морозной снежной зимой и коротким тёплым летом. Средняя многолетняя температура самого холодного месяца (января) составляет −18,3 °С, температура самого тёплого (июля) — 17,9 °С. Среднегодовое количество осадков — 600—610 мм.

## История
Основано в 1907 году.
В 1926 году в посёлке Рыбное имелось 17 хозяйств. В административном отношении входило в состав Елиновского сельсовета Солонешенского района Бийского округа Сибирского края.

## Население
| 1926 | 1997 | 1998 | 1999 | 2000 | 2001 | 2002 | 2003 | 2004 |
| ---- | ---- | ---- | ---- | ---- | ---- | ---- | ---- | ---- |
| 110  | ↗157 | ↘149 | ↘133 | ↘130 | ↘109 | ↘106 | ↘104 | ↘92  |
| 2005 | 2006 | 2007 | 2008 | 2009 | 2010 | 2011 | 2012 | 2013 |
| ↘86  | ↘82  | ↘76  | ↘70  | ↘66  | ↘58  | ↘57  | ↘45  | →45  |

Национальный состав
В 1926 году преобладали русские.
Согласно результатам переписи 2002 года, в национальной структуре населения русские составляли 89 %.
Гендерный состав
В 1926 году проживало 110 человек (50 мужчин и 60 женщин).

## Инфраструктура
Рыбинская основная общеобразовательная школа.
Личное подсобное хозяйство.

## Транспорт
Село доступно по дороге общего пользования межмуниципального значения Н-4304 «а/д К-12 — Елиново — Рыбное» (идентификационный номер 01 ОП МЗ 01Н-4305) протяженностью 18,00 км.